# Тринадцать Слов Григория Богослова
Тринадцать Слов Григория Богослова — сборник Григория Богослова, дошедший до нас в одной из древнейших церковнославянских рукописей XI века. Рукопись сохранилась в единственном экземпляре. Все дошедшие до нашего времени переводы на славянский язык были сделаны на несколько веков позже (XIV век), а также содержат другую выборку и иную редакцию перевода.
Григорий Богослов (325—389) — святой православной и католической церквей, архиепископ Константинопольский, христианский богослов, один из Отцов Церкви, входит в число Великих каппадокийцев; оставил богатое литературное наследие из 245 писем, 507 стихотворений и 45 «слов».
«Слова» — аналитико-экзегетическая форма проповеди, содержащая истолкование прочитанных мест Священного Писания; наиболее древний вид проповеди. В сборнике содержатся 13 литургических и нелитургических «слов», представленные не по порядку. Вероятно, сборник был сформирован с миссионерской направленностью. Оригинал гомилий («слов») был написан святым Григорием на греческом языке. Позже «Слова» переведены на славянский. Архаические черты перевода отсылают к деятельности Кирилла и Мефодия, а также их учеников. Перевод именно литургических «Слов» был выполнен раньше всего, в самом начале формирования корпуса славянских христианских текстов. В сборнике содержатся гомилии только на самые значительные церковные праздники, такие как Пасха, Рождество Христово, Крещение и Пятидесятница. «Слова» стали впоследствии основой для проповедей других значимых для христианства богословов. Часть этих богословских бесед Григория до сих пор читается на церковных богослужениях в разных странах.

## О Составе 13-ти слов
Сборник 13 Слов до сих пор мало изучен, хотя и вызывает большой интерес у исследователей, который обусловлен особой важностью Слов Григория для христианской литературы. Церковь дала Григорию наименование «Богослова», что безусловно указывает на значимость автора и самого сборника для христианства. Более того, изучение «XIII Слов Григория Богослова» даёт материал для исследования церковнославянского языка, так как сборник вошёл в корпус текстов того времени. Состав сборника интересен тем, что ему нет аналогов в какой-либо традиции, хотя сами труды Григория Богослова были крайне популярны в христианском обществе. Изначально на языке оригинала сохранилось 45 Слов, однако в славянском переводе до нас дошли всего 13:
1. На святые светы явлений Господних (на Крещение)
2. На погребение Василия Великого
3. На Крещение
4. На Богоявление или на Рождество
5. К избравшим, но не встретившим Григория (прощальное перед отправлением на Чёрное море)
6. О мире (по возвращении с Чёрного моря в ответ на поставление Григория пресвитером)
7. Второе обличительное слово на Юлиана
8. Против евномиан
9. О богословии второе
10. На побиение полей градом
11. На Пасху
12. На Пятидесятницу
13. На Пасху

Также, на греческом языке написан сборник, состоящий из 16 Слов. Одним из основных исследовательских вопросов, касающихся славянского сборника, является совпадение 8 слов из обеих коллекций. Возможно, 8 гомилий случайно оказались в сборнике 16 Слов, а недостающие 8 переводились позже и добавились, соответственно, не сразу. Сборник 16 Слов был дополнен Никитой Ираклийским, который привнес новые толкования. Кроме того, существуют важные предположения о том, как составлялся сборник 13-ти Слов. А. М. Бруни предполагал, что «13 Слов» — только часть полной коллекции переведенных гомилий Григория Богослова. А. М. Молдован в своей работе доказал неслучайность совпадения 8 литургических проповедей из греческого сборника в «13-ти словах»: эти Слова были взяты непосредственно из сборника 16-ти слов. Л. В. Долгушина провела исследование на тему того, были ли Слова переведены в одно время, придя к выводу, что сборник составлялся последовательно.

## Текстология

### Сборник 45-ти слов
В изначальном варианте на языке оригинала сохранилось «45 слов» Григория Богослова. Большинство из гомилий было написано в константинопольский период его священнослужения. «Слова» записывались скорописцами во время чтения проповеди святителя, а впоследствии Св. Григорий Богослов лично их корректировал. Существует множество рукописей «Слов», дошедших до наших дней (около 1500 только греческих), что подтверждает важность этих проповедей для христианства. «Слова» также переводились на множество других древних языков (латинский, арабский, армянский).
Полный корпус «Слов» собирались издать в 1913—1930 годах польские ученые: Л. Штербах, Я. Сайдак, Т. Синко, С. Витковский, однако из-за начала второй мировой войны данный проект не был закончен. Работы над переводами и полным собранием гомилий продолжаются и по сей день (хотя уже проведено порядка 30-ти текстологических исследований). Лучшим изданием из существующих на данный момент считается критическое издание слов в подсерии «Corpus Nazianzenum» в рамках серии «Corpus Christianorum».
По содержанию «45 слов Григория Богослова» делятся на несколько групп:
1. Догматические (напр. слова 27-31 о богословии)
2. Похвальные (напр. Слово 21 «Похвальное Афанасию Великому»)
3. Надгробные (напр. Слово 43 «Надгробное Василию, архиепископу Кесарии Каппадокийской»)
4. Обличительные (напр. Слова 4, 5 «Обличительные на царя Юлиана»)
5. Автобиографические (напр. Слово 33 «Против ариан и о самом себе»)
6. Праздничные слова и проповеди (напр. Слово 45 «На святую Пасху»)

А также несколько слов, не подходящих под общую классификацию, такие как: слово 14 «О любви к бедным», слово 17 «Произнесенное встревоженным жителем Назианза и прогневанному градоначальнику» и слово 37 «На евангельские слова: „Когда окончил Иисус слова сии…“ и проч. (Мф. 19:1)» и проч.
Благодаря «Словам», которые стали основой литературного наследия автора, Григория Богослова стали называть «христианским Демосфеном», а сами гомилии послужили важным объектом исследования для богословия и изучения развития христианства. На словах основывались такие важные для христианства деятели как Иоанн Златоуст и Иоанн Дамаскин.

### Сборник 16-ти слов
В греческой рукописной традиции более всего был распространен сборник (представленный в 355 списках), который включал в себя 16 гомилий Григория. Сборник появился в Византии в X в. и использовался для расширения репертуара богослужебных чтений. Входящие в него гомилии называются ἀναγινωσκόμενοι λόγοι ‘подлежащие прочтению, огласительные Слова’. А. В. Горский и К. И. Невоструев определили, что из рукописи «13 Слов» 8 присутствуют в сборнике «16 Слов» (пять из восьми не имели особых расхождений, а в трёх оставшихся Словах имелись различия в переводе). Учёные задавались вопросами: были ли переведены в процессе создания славянской версии сборника 16 Слов с толкованиями тех 8-ми Слов или же перевод всех 16-ти уже существовал к тому моменту? Они выяснили, что перевод некоторых Слов был сделан не одновременно с толкованием. Долгое время в науке имело место представление о том, что сборник «13 Слов» отражает состав какого-то греческого прототипа. Однако эта теория была опровергнута изданием Repertorium Nazianzenum [RN], в котором был опубликован состав всех греческих рукописей, подтверждающий факт уникальности Слов Григория Богослова. 5 из 13-ти Слов сборника являются гомилиями, которые не читаются во время богослужений, а также не принадлежат к сборнику 16-ти Слов. 5 Слов представляют собой целый блок, находящийся в середине рукописи, из чего следует, что они были добавлены кем-то.
Весь славянский сборник «16 Слов» не был создан одним переводчиком — на это указывают различия языка во фрагментах текста. Эти отличия могут свидетельствовать об их разной территориальной принадлежности. Сборник 16 Слов появился у южных славян как аналог греческого сборника 16 гомилий. Текст переводился и складывался постепенно. А. М. Молдован утверждает: «Конволют из 13 Слов Григория, отразившийся в рукописи XI в., является лишь частью этой истории».
Общие для двух сборников гомилии делятся на следующие категории:
1. Гомилии на христианские праздники — Пасха, Рождество, Крещение, Пятидесятница.
2. Слово 38-е и Слово 15-е отличаются архаичным переводом, что позволяет отнести их к переводам Кирилла и Мефодия и их учеников
3. Слово 15-е направлено своим содержанием на славянскую аудиторию

«5 гомилий, которые отличали „13 Слов“ от „16-ти“, были специально отобраны как соответствующие миссионерскому просвещению и доступные для понимания славянского читателя».

## Научная литература

### Горский А. В.,Невоструев К. И., «Описание славянских рукописей»
В работе «Описание славянских рукописей» священник Александр Васильевич Горский и историк Невоструев Капитон Иванович изучали «XIII слов Григория Богослова», в том числе сравнивая с «XVI словами Григория Богослова». Учеными было установлено, что 8 Слов из 13 совпадали с теми, что были в сборнике с 16 Словами. Также они обнаружили некоторые расхождения между славянским переводом и греческим сборником, тем самым определив, что толкования Никиты Ираклийского были составлены отдельно от перевода.

### Кульбакин С. М.«Лексика старословенских превода хомилиjа»
Степан Михайлович Кульбакин заметил, что перевод 38-го и 15-го Слов из сборника «XII Слов Григория Богослова» являются более архаичными, чем остальные.

### Бруни А., «ϴεολόγοϛ. Древнеславянские кодексы Слов Григория Назианзина и их византийские прототипы.»
Алессандро Мария Бруни предположил, что «XIII слов Григория Богослова» является фрагментом полного сборника проповедей Григория Богослова. Также, в исследовании впервые было указано, что те 5 Слов, несовпадающих с греческим сборником, не являлись литургическими.

### Молдован А. М.«О составе сборника 13 Слов Григория Богослова»
В работе Александра Михайловича Молдована предполагается и доказывается, что 8 совпадающих Слов совпали не случайно, а взяты непосредственно из «XVI слов Григория Богослова». Также, установил, что сборник составлялся постепенно.

### Л. В. Долгушина«К вопросу о составе „XIII слов Григория Богослова“»
Автор дополняет исследование А. М. Молдована тем, по какому принципу подобраны 8 литургических и 5 нелитургических Слов в сборнике «XIII слов Григория Богослова»: литургические соответствовали важным церковным праздникам, а нелитургические были посвящены обличению язычества. Также, эти Слова были подобраны для лучшего понимания славянскими христианами, недавно принявшими веру.